# Bombus pullatus
Bombus pullatus är en biart som beskrevs av Franklin 1913. Den ingår i släktet humlor och familjen långtungebin. Inga underarter finns listade. Arten förekommer i Centralamerika.

## Beskrivning
Honorna (drottning och arbetare) har lång, tät, svart päls över hela kroppen. Drottningen har en kroppslängd mellan 20 och 25 mm, arbetarna 12 till 14 mm. Hanarna har vanligen korta, grå hår blandade med den svarta pälsen på ansikte och hjässa, annars som honorna. Kroppslängden är mellan 12 och 20 mm. Humlan är troligtvis aktiv hela året.

## Ekologi
Arten förekommer mellan havsytans nivå och 1 800 m, men är vanligare över 1 000 m. I Colombia kan den nå upp till 3 000 m.
Habitatet utgörs av galleriskog och tropisk regnskog.
Boet uppförs på marken på samma sätt som hos Bombus transversalis. Likt denna art täcks boet med en kupol av växtmaterial som humlorna transporterar genom att gående bilda kedja från någon växt med lämpliga blad till boet. Det finns emellertid uppgifter om att boet även kan byggas i träden. Bona är stora; ett undersökt bo innehöll 414 vuxna arbetare förutom könsdjur (drottning och hanar).
Arten är polylektisk, den hämtar nektar och pollen från många olika växtarter.

## Utbredning
Utbredningsområdet omfattar Colombia (Distrito Capital samt departementen Boyacá, Caldas, Chocó, Cundinamarca, Huila, Magdalena, Meta, Santander, Tolima och Valle del Cauca), Costa Rica, Ecuador, Honduras, Nicaragua, Panama samt Venezuela (delstaterna Aragua, Carabobo, Miranda, Mérida, Sucre och Zulia).

## Bevarandestatus
Arten är inte särskilt ingående studerad, så Internationella naturvårdsunionen (IUCN) har klassificerat den under kunskapsbrist (DD). Några specifika hot mot denna art har inte konstaterats, men generellt för humlor i Centralamerika gäller att de är hotade dels av kommersiell import av exotiska humlor i pollineringssyfte (som Bombus impatiens från USA), som kan rymma och konkurrera med inhemska arter samt sprida sjukdomar till dessa, dels av habitatförlust till följd av skogsavverkning och uppodling.